# Krištof Ungnad
Krištóf Ungnad ali Krsto Ungnád je bil baron in hrvaški ban sin Ivana Ungnada.
Leta 1557 je Ungnad kot stotnik hrvaške vojske premagal Turke v Koprivnici.
Preden je postal ban, je bil župan Varaždina. Leta 1578 je prevzel vlogo bana. V času njegovega vladanja je znano, da je rešil zemljiški spor v Turopolju. Izgubil je tudi ozemlje, ki ga je zasedla osmanska Bosna s čimer je bila hrvaška meja potisnjena na sever z reke Une na Kolpo.
Ungnad je bil zagovornik protestantske reformacije, ki je v času njegove vladavine na Hrvaškem doživela nekaj pridobitev.
Veliko vlogo igra v vrhunskem delu Avgusta Šenoe Zlatarevo zlato.